# Brand De Punt 9 mei 2008

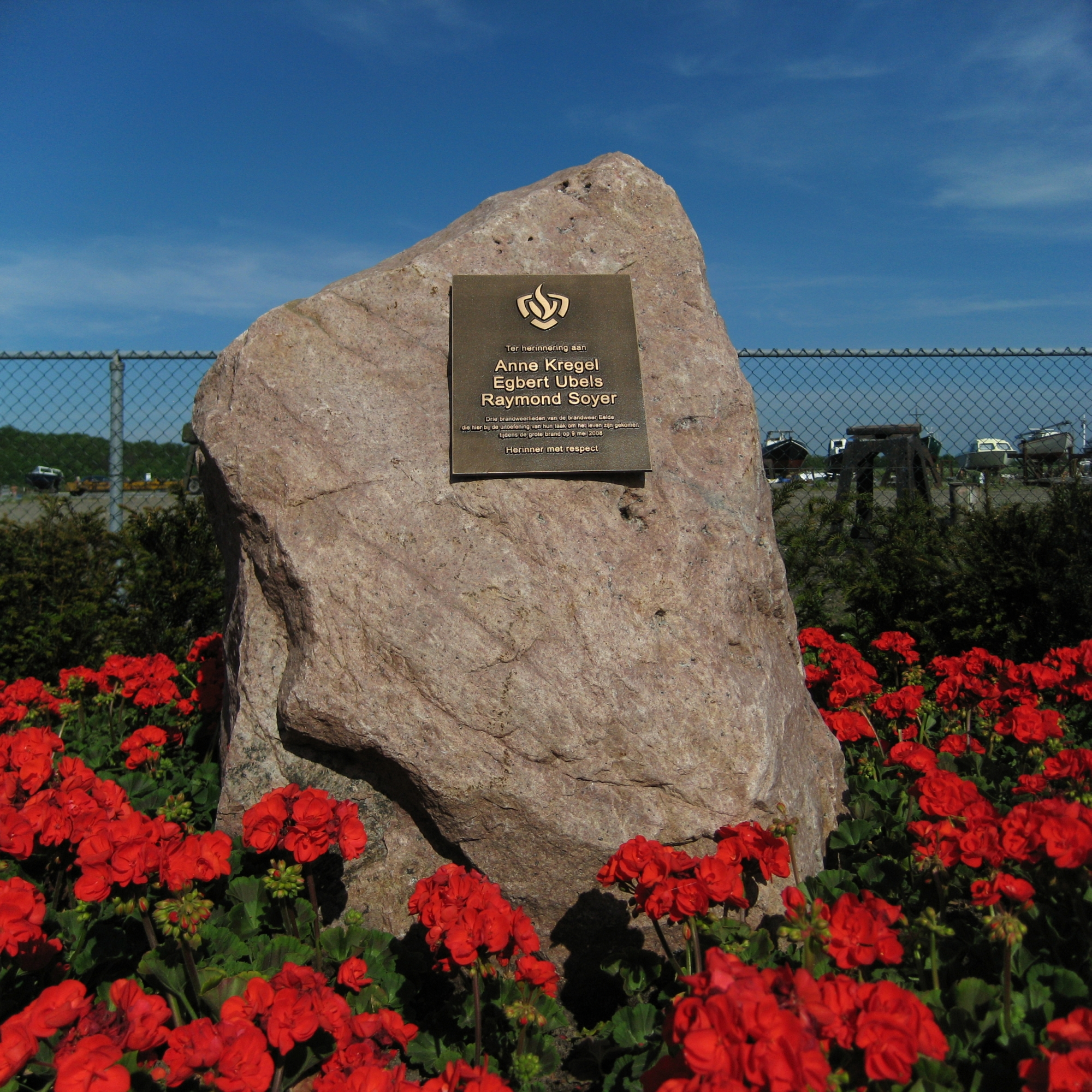
Het gedenkteken voor de drie omgekomen brandweermannen in De Punt in 2010. Het monument werd op 9 mei van dat jaar twee jaar na de brand in Eelde onthuld en enkele dagen later bij de scheepswerf geplaatst. Op de achtergrond is te zien waar de loods stond waarin ze om het leven kwamen. De tekst op de plaquette luidt:
Ter herinnering aan
Anne Kregel
Egbert Ubels
Raymond Soyer
Drie brandweerlieden van de brandweer Eelde / die hier bij de uitoefening van hun taak om het leven zijn gekomen / tijdens de grote brand op 9 mei 2008
Herinner met respect

Op 9 mei 2008 vond in een scheepswerf in de Drentse plaats De Punt een zeer grote brand plaats, waarbij drie brandweermannen om het leven kwamen. Deze brand is achteraf uitgebreid onderzocht en heeft een omslag in het denken van de brandweer teweeggebracht als het aankomt op brandbestrijding in industriële gebouwen.

## Verloop
- 14.10 uur: De brandweer van de gemeente Tynaarlo, kazerne Eelde (03-8131), wordt gealarmeerd voor een binnenbrand bij scheepswerf Beuving aan de Groningerstraat in De Punt.
- 14.17 uur: De eerste tankautospuit komt ter plaatse. De bevelvoerder van dit voertuig ziet een zware rookontwikkeling, maar er zijn geen vlammen zichtbaar. De bevelvoerder schaalt op naar middelbrand. De loods waarin de brand woedt is ongeveer 75 bij 25 meter groot.
- Twee ploegen (vier man) worden na aankomst door een overheaddeur naar binnen gestuurd om een binnenverkenning uit te voeren met adembescherming, een 90 meter lange hogedrukslang en een warmtebeeldcamera. Van de ook ter plaatse gekomen politie hoort de bemanning dat er links achterin brand is en dat er geen personen meer in de loods zijn. De mannen hebben zicht in de hele loods en de situatie lijkt totaal anders dan op het moment dat ze de geel-bruine rook zagen. Een van de vier brandweermannen gaat weer naar buiten omdat de slang vast bleef zitten en even later vindt er een explosieve verbranding van de rookgassen plaats.
- 14.21 uur: De drie mannen die nog in het gebouw waren tijdens de explosie zijn niet naar buiten gekomen en er is geen contact met hen. De bevelvoerder meldt aan de alarmcentrale van de Veiligheidsregio Drenthe dat er eigen personeel vermist is. Aangezien het personeel met de benodigde apparatuur ingezet is kan de bevelvoerder geen reddingsactie (laten) ondernemen. Hij schaalt op naar zeer grote brand. Dit betekent dat er in totaal vier tankautospuiten ter plaatse komen plus nog ander materieel.
- 14.23 uur: De Officier van Dienst (OVD), die nog niet ter plaatse is, schaalt op naar zeer grote brand en bevestigt daarmee de opschaling door de bevelvoerder.
- 14.25 uur: GRIP 1 wordt afgekondigd.
- 14.26 uur: De tweede tankautospuit, uit Vries (03-8132), komt ter plaatse. Inmiddels is ook al een busje met extra personeel en materieel (03-8101) uit Eelde gearriveerd. Even later arriveren ook de Officier van Dienst, de hoogwerker (03-8250) en het schuimblusvoertuig (03-8260) uit Assen.
- 14.28 uur: In overleg met de bevelvoerder uit Vries wordt een extra brandweerpeloton ingezet, hiermee wordt een complete brandweercompagnie geformeerd. De Officier van Dienst laat meetploegen inzetten om eventuele gevaarlijke stoffen in de rook te meten. Groningen Airport Eelde biedt ondersteuning met een crashtender (03-9367) aan.
- 14.30 uur: GRIP 2 wordt afgekondigd.
- 14.38 uur: De derde en vierde tankautospuit uit Zuidlaren (03-8133) en Haren (01-2031) zijn ter plaatse.
- 14.50 uur: De brandweercompagnie is operationeel met tankautospuiten uit Haren (01-2032), Norg (03-8031), Zuidlaren (03-8121), Roden (03-8033) en Peize (03-8032), al duurt het tot 16.00 uur totdat alle ondersteunende eenheden ingezet zijn.
- 15.00 uur: De bevelvoerder uit Vries coördineert in overleg met de Officier van Dienst de berging van de slachtoffers. Met drie ploegen van vier personen wordt de loods doorzocht en binnen een kwartier zijn de drie vermiste brandweerlieden gevonden. Twee van hen zijn gestikt, de derde is overleden aan de gevolgen van koolstofmonoxidevergiftiging. Opvallend is dat Raymond Soyer op de tast nog een weg naar buiten heeft proberen te vinden. Hij werd op slechts twee meter van de achteruitgang gevonden.
- 15.15 uur: GRIP 3 wordt afgekondigd.
- 19.18 uur: Het sein brand meester wordt gegeven.
- 21.00 uur: Het vuur is uit.

## Oorzaak
De brand is uitgebreid onderzocht door een onderzoekscommissie onder leiding van van professor dr. Ira Helsloot, hoogleraar crisisbeheersing en fysieke veiligheid aan de Vrije Universiteit Amsterdam. Doel van dit onderzoek was de inzet van de brandweer en de gemaakte keuzes, hoe heeft een ogenschijnlijk "reguliere brand" tot de dood van drie collega's kunnen leiden. Er is in dit rapport gedeeltelijk gekeken naar een oorzaak voor de snelle branduitbreiding zonder diep in te gaan op de materie. De voorbarige conclusie dat deze waarschijnlijk vooral in het gebruik van polyurethaan in isolatiepanelen van de loods (zogenaamde sandwichpanelen) lag is dan ook door een later rapport van de Onderzoeksraad voor Veiligheid (OVV) onder leiding van Pieter van Vollenhoven weggeschreven als zeer onwaarschijnlijk. De OVV komt met een heel andere lezing gebaseerd op diepgaand onderzoek naar oorzaak en gevolg. Een vrij kleine brand in het begin in een elektriciteitskast kon zich snel uitbreiden via de inboedel van een kleine werkplaats, onbeschermde spuitisolatie van polyurethaan en een houten plafond. Door pyrolyse van deze materialen ontstonden hete onverbrande gassen. De brandbare hete gassen verzamelden zich, door te ontsnappen via een openstaande deur van de werkplaats, in de nok van het dak van de grote loods; op zeker moment waren er voldoende onverbrande gassen verzameld en (waarschijnlijk) een ontsteking door vlammen die uittraden door het houten plafond of de openstaande deur van de werkplaats om de gassen op explosieve wijze te laten ontbranden. Zonder dit fenomeen, of zonder de noodlottige binnenaanval door de brandweer, was het incident niet meer geweest dan een "reguliere" grote brand.

## Gevolgen
De brandweer is dankzij hulpmiddelen als adembescherming, warmtebeeldcamera's en goede blusmiddelen gewend om een binnenaanval uit te voeren. De brand in De Punt heeft een omslag veroorzaakt in het denken over de noodzaak en de gevaren van een binnenaanval in een pand van industriële aard. De gevaren van geëxpandeerd polystyreen waren niet of nauwelijks bekend en zijn inmiddels beter onderzocht.